# FC Botoșani
Fotbal Club Botoșani is een Roemeense voetbalclub uit Botoșani.
De club werd opgericht in 2001 als opvolger van CS Botoșani. De club won in 2004 haar poule in de Liga III en in 2013 in de Liga 2 waardoor de club in het seizoen 2013/14 voor het eerst op het hoogste niveau speelt.

## Eindklasseringen
| 2 |

| 6 |

| 1 |

| 8 |

| 4 |

| 11 |

| 9 |

| 5 |

| 10 |

| 7 |

| 5 |

| 1 |

| 14 |

| 8 |

| 9 |

| 10 |

| 8 |

| 8 |

| 4 |

| 6 |

| 8 |

| 12 |

| 14 |

| 12 |

| Liga 1 | Liga 2 | Liga III |

Tot 2006/07 stond de Liga 1 bekend als de Divizia A. De Liga 2 als Divizia B en de Liga III als Divizia C.

## In Europa
Uitslagen vanuit gezichtspunt FC Botoșani
| Seizoen                                                    | Competitie    | Ronde | Land                     | Club                   | Totaalscore | 1e W    | 2e W    | PUC |
| ---------------------------------------------------------- | ------------- | ----- | ------------------------ | ---------------------- | ----------- | ------- | ------- | --- |
| 2015/16                                                    | Europa League | 1Q    | Vlag van Georgië         | FC Tschinvali          | 4-2         | 1-1 (T) | 3-1 (U) | 1.5 |
|                                                            |               | 2Q    | Vlag van Polen           | Legia Warschau         | 0-4         | 0-1 (U) | 0-3 (T) | 1.5 |
| 2020/21                                                    | Europa League | 1Q    | Vlag van Kazachstan      | Ordabası FK Şımkent    | 2-1         | 2-1 (U) |         | 2.0 |
|                                                            |               | 2Q    | Vlag van Noord-Macedonië | FK Shkendija 79 Tetovo | 0-1         | 0-1 (T) |         | 2.0 |
| Totaal aantal behaalde punten voor UEFA coëfficiënten: 3.5 |               |       |                          |                        |             |         |         |     |

Zie ook
- Deelnemers UEFA-toernooien Roemenië
- Ranglijst van alle clubs die in de diverse Europa Cups zijn uitgekomen